# Palczatka pogięta
Palczatka pogięta (Cymbopogon flexuosus (Nees ex Steud.) W.Watson) – gatunek traw z rodziny wiechlinowatych. Występuje na obszarach o klimacie tropikalnym w Indiach, Nepalu, Laosie i Tajlandii oraz klimatu umiarkowanego (Chiny, prowincja Junnan).
Dorasta do 1m wysokości. Liście zielone, 2–3 cm szerokości, wiecha wielokwiatowa
Roślina przyprawowa. Zawiera olejek lotny, który posiada zapach i smak cytryny. Dla celów przyprawowych używa się świeżych lub suszonych części pędu. Przyprawa szczególnie popularna w kuchni indonezyjskiej i indyjskiej.